# 지방도 제817호선
지방도 제817호선은 전라남도 장흥군 유치면 늑룡삼거리에서 화순군 화순읍 칠구재터널 앞을 잇는 전라남도의 지방도이다.
1985년에는 노선명이 '남평 ~ 도암선'이었으며 1995년 노선이 단축되면서 '도암 ~ 앵남선'이 되었고, 1997년 노선을 연장하면서 '유치 ~ 앵남선'이 되었다가 2003년 노선이 조정되면서 '유치 ~ 화순선'이 되었다.

## 역사
- 1985년 12월 23일 : 기점을 '화순군 화순읍 영남리', '나주군 남평면 노동리'로 명시하고 도로개량이 완료된 화순군 도곡면 효실리 ~ 효산리 1.0km 구간 도로예정지 해제[1]
- 1988년 1월 4일 : 1988년 11월까지 도로 확포장 공사를 위해 화순군 도곡면 쌍옥리 ~ 지월리 8.417km 구간 도로구역 결정[2]
- 1989년 1월 6일 : 화순군 도암면 원천리 ~ 도장리 3.55km 구간 도로예정지 해제[3]
- 1989년 5월 13일 : 1989년 12월까지 화순군 도곡면 쌍옥리 ~ 도암면 도장리 420m 구간 확포장공사 계획을 공고[4]
- 1990년 1월 13일 : 화순군 화순읍 앵남리 ~ 도암면 원천리 9.52km 구간 도로예정지 해제[5]
- 1990년 4월 16일 : 1992년 5월까지 남평 ~ 도곡간 도로(나주군 남평면 노동리 ~ 화순군 화순읍 앵남리) 6.155km 구간 확포장공사 계획을 공고[6]
- 1991년 1월 10일 : 나주군 남평면 노동리 ~ 화순군 화순읍 앵남리 6.155km 구간 도로예정지 해제[7]
- 1991년 4월 12일 : 1993년 3월까지 평리 ~ 앵남간 도로(화순군 화순읍 앵남리 ~ 도곡면 천암리) 3.8km 구간 확포장공사 계획을 공고[8]
- 1992년 1월 27일 : 화순군 화순읍 앵남리 ~ 도곡면 천암리 3.8km 구간 도로예정지 해제[9]
- 1994년 9월 12일 : 1995년까지 천암우회도로(화순군 도곡면 천암리) 확포장공사를 위해 1.3km 구간 도로구역 변경[10]
- 1995년 12월 8일 : 기존 노선을 폐지하고 기점을 '화순군 도암면 원천리', 종점을 '화순군 화순읍 세량리'로 하여 18.5km 구간을 지방도 제817호선 '도암 ~ 앵남선'으로 새로 지정[11]
- 1996년 12월 9일 : 1998년 12월까지 앵남 ~ 광주간 도로(화순군 화순읍 앵남리 ~ 세량리) 확포장공사를 위해 3.8km 구간 도로구역 변경, 1998년 12월까지 천암교(화순군 도곡면 천암리) 개축공사를 위해 840m 구간 도로구역 변경[12]
- 1996년 12월 9일 : 1998년 3월까지 용두교(영암군 금정면 용흥리 ~ 아천리) 개수공사를 위해 244m 구간 도로구역 변경[13]
- 1997년 8월 20일 : 1998년 3월까지 도장교(화순군 도암면 도장리 ~ 운월리) 개수공사를 위해 545m 구간 도로구역 변경[14]
- 1997년 8월 30일 : 기점을 화순군 도암면 원천리에서 '장흥군 유치면 대천리'로 연장함. 이에 따라 노선명을 '도암 ~ 앵남선'에서 '유치 ~ 앵남선'으로 변경하고 총 연장 34.2km가 됨.[15]
- 2001년 2월 27일 : 지방도 정비공사를 위해 화순군 화순읍 앵남리 ~ 원화리 3.02km 구간 도로구역 변경[16]
- 2003년 3월 27일 : 기점을 화순군 도암면 원천리에서 '장흥군 유치면 늑용리'로 연장함. 이에 따라 노선명을 '유치 ~ 앵남선'에서 '유치 ~ 화순선'으로 변경함.[17]
- 2004년 9월 30일 : 2010년 12월까지 도암 ~ 유치간 도로(화순군 도암면 용강리 ~ 장흥군 유치면 운월리) 확포장공사를 위해 11.5km 구간을 10.48km 구간으로 도로구역 변경[18]
- 2005년 5월 4일 : 2010년 12월까지 도암 ~ 유치간 도로(화순군 도암면 우치리 ~ 장흥군 유치면 대천리) 확포장공사를 위해 4.94km 구간 도로구역 변경[19]
- 2005년 9월 20일 : 2010년 12월까지 도암 ~ 유치간 도로(화순군 도암면 용강리 ~ 장흥군 유치면 운월리) 확포장공사를 위해 10.483km 구간 도로구역 변경[20]
- 2006년 1월 5일 : 앵남 ~ 원화간 도로 확포장공사 기간을 2008년 12월까지 연기[21]
- 2013년 12월 12일 : 2016년 12월까지 도암 ~ 유치간 도로(화순군 도암면 용강리 ~ 장흥군 유치면 대천리) 개량공사를 위해 10.48km 구간 도로구역 변경[22]
- 2015년 2월 16일 : 화순 ~ 앵남간 도로 앵남 교차로 ~ 화남 교차로(화순군 화순읍 앵남리 ~ 도곡면 원화리) 1.5km 구간 이설 개통[23], 기존 화순군 화순읍 앵남리 ~ 도곡면 원화리 400m 구간 폐지[24]
- 2015년 6월 25일 : 2016년 이후 원화 ~ 효산간 도로(화순군 도곡면 원화리 ~ 효산리) 확포장공사를 위해 4.2km 구간 도로구역 변경[25]
- 2015년 12월 10일 : 도암 ~ 유치간 도로 중 일부(화순군 도암면 용강리 ~ 우치리) 4.0km 구간 일부 개통[26]
- 2019년 1월 7일 : 도암 ~ 유치간 도로(화순군 도암면 우치리 ~ 장흥군 유치면 대천리) 6.48 km 구간 확장 개통, 기존 화순군 도암면 용강리 ~ 장흥군 유치면 대천리 13.26 km 구간 폐지[27]

## 주요 경유지
- 장흥군
  - 유치면 늑룡삼거리 - 늑룡리 - 용문교 - 용문3교 - 보림터널 (480m) - 봉덕교 - 봉덕리 - (미포장 구간 : 대천리 - 바람재 (가마태재))
- 화순군
  - 도암면 (미포장 구간 : 바람재 (가마태재) - 우치리 - 우치교 - 호암교 - 종촌교 - 호암리 - 호암교 - 덕산교 - 용강교 - 용강리) - 도암면용강리 교차로 - 지월리 - 도암면소재지 교차로 - 도암보건지소 - 원천리 - 천태초등학교 - 정천리 - 도장리 - 도장교 - 운월리
  - 도곡면 석교 - 쌍옥리 - 도곡면평리 교차로 - 효산삼거리 - 천암교 - 천암리 - 도곡면천암리 교차로 - 원화교 - 도곡면원화리 교차로 (도곡온천) - 원화리 - 화남교
  - 화순읍 화남교 - 화순읍앵남리 교차로 - 앵남역 - 앵남리 - 세량리 - 칠구재터널 앞

## 중복 구간
- 장흥군 유치면 용문교 남단 ~ 대천교 동단 : 지방도 제820호선과 중복
- 화순군 도암면 방산교 동단 ~ 도암면소재지 교차로 : 지방도 제818호선과 중복
- 화순군 도곡면 도곡면평리 교차로 ~ 효산삼거리 : 지방도 제822호선과 중복
- 화순군 화순읍 화순읍앵남리 교차로 ~ 앵남리 : 국가지원지방도 제55호선과 중복

## 공사 구간
- 장흥군 유치면 대천리 ~ 화순군 (2019년 1월 7일 완공 예정) : 대천리 - 가마태재터널 (1,456m) - 우치리 - 용강리

## 도로명
- 장흥군 유치면 늑룡삼거리 ~ 늑룡리 : 피재로
- 장흥군 유치면 늑룡리 ~ 봉덕교 북단 : 용문길
- 장흥군 유치면 봉덕교 북단 ~ 대천리 : 보림사로
- 장흥군 유치면 대천리 ~ 바람재 (가마태재) : 대천운월길
- 화순군 도암면 우치리 ~ 덕산교 : 호암덕산길
- 화순군 도암면 덕산교 ~ 방산교 동단 : 중장터길
- 화순군 도암면 방산교 동단 ~ 도곡면 도곡면평리 교차로 : 천태로
- 화순군 도곡면 도곡면평리 교차로 ~ 효산삼거리 : 지석로
- 화순군 도곡면 효산삼거리 ~ 칠구재터널 앞 : 지강로